# Congregação das Irmãs Mestras de Santa Doroteia, filhas dos Sagrados Corações
A Congregação das Irmãs Mestras de Santa Doroteia, Filhas dos Sagrados Corações, é uma congregação religiosa católica, de direito pontifício, são conhecidas popularmente por Doroteias de Vicenza, sua sigla é SDVI.

## História

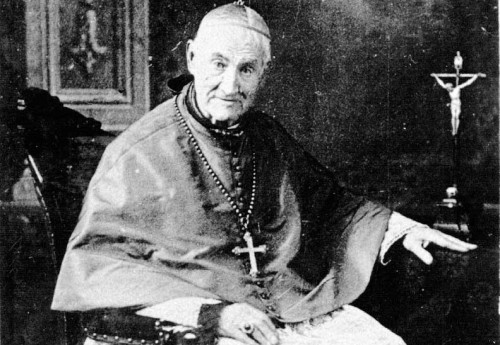
São Giovanni Antonio Farina (1803-1888), fundador das Irmãs Doroteias de Vicenza.

A congregação foi fundada pelo padre italiano Giovanni Antonio Farina (1803-1888), o futuro bispo de Treviso, em 11 de novembro de 1836, formou na escola de caridade da paróquia de São Pedro, em Vicenza, uma comunidade com três jovens destinadas a seguir os passos de Santa Doroteia e abraçar a vida religiosa.
O instituto recebeu o decreto papal de louvor pelo Papa Gregório XVI, em 1º de março de 1839, a sua constituição, foi aprovada em 2 de maio de 1905.
Entre seus membros ilustres deve-se lembrar Maria Bertilla Boscardin, canonizado em 1961 pelo Papa João XXIII, em 2001 o fundador foi beatificado pelo Papa João Paulo II.

## A Congregação no Mundo
As Irmãs Doroteias dedicam-se à educação e à educação cristã da juventude, servindo também no seminário de Vicenza.
Além de Itália, estão presentes na América do Sul (Brasil, Colômbia, Equador, México), África (Costa do Marfim), Ásia (Jordânia, Israel, Índia, Palestina, Síria), e em outros países da Europa (Polónia, Espanha, Suíça, Ucrânia): a matriz está sediada em Vicenza.
Em 31 de dezembro de 2005, a congregação contava 1.541 irmãs, em 179 casas religiosas.

### Brasil
No Brasil a congregação está sediada em São Luís (MA), e conta com filiais nos estados de Goiás, Pará e Minas Gerais. Desenvolvem atividades de ajuda a necessitados, trabalhos educacionais e de saúde.